# Sao Thiên Lang
Sao Thiên Lang hay Thiên Lang tinh là ngôi sao sáng nhất trên bầu trời đêm với cấp sao biểu kiến là -1,46. Tên gọi theo định danh Bayer của sao Thiên Lang là α Canis Majoris hay Alpha Canis Majoris, viết tắt là Alpha CMa hoặc α CMa. Sao Thiên Lang sáng gấp 2 lần so với sao Lão Nhân, ngôi sao sáng thứ hai trên bầu trời đêm.
Tên tiếng Anh của ngôi sao là Sirius (/ˈsɪriəs/), phiên âm từ tên tiếng Hy Lạp Σείριος hay Seirios, có nghĩa là "sáng rực" hoặc "nóng thiêu đốt".
Đây là một hệ sao đôi bao gồm một ngôi sao dãy chính thuộc loại quang phổ A0 hoặc A1, được gọi là sao Thiên Lang A, và một ngôi sao lùn trắng mờ nhạt thuộc loại quang phổ DA2, được gọi là sao Thiên Lang B. Khoảng cách giữa sao Thiên Lang A và sao Thiên Lang B được cho là từ 8,2 đến 31,5 đơn vị thiên văn và thời gian để chúng quay xung quanh nhau là 50 năm một vòng.
Hệ sao này cách Trái Đất khoảng 2,6 parsec (tương đương với 8,6 năm ánh sáng), đây là một trong những hệ sao gần Trái Đất nhất. Sao Thiên Lang đang di chuyển về phía hệ Mặt Trời nên nó sẽ ngày càng sáng hơn trong khoảng ít nhất 60 ngàn năm nữa, khi đó thì cấp sao biểu kiến của nó sẽ đạt mức cực đại là -1,68. Cũng vào khoảng thời gian đó, sao Thiên Lang sẽ trở thành sao Nam Cực, vào khoảng năm 66.270. Trong thời gian đó, sao Thiên Lang sẽ đi vào phạm vi 1,6 độ so với thiên cực nam của Trái Đất. Điều này là do tuế sai và việc sao Thiên Lang đang di chuyển một cách từ từ theo hướng tây-nam-nam (SSW). Vì vậy, nó sẽ chỉ được nhìn thấy từ bán cầu nam. Sau thời gian đó, khoảng cách giữa sao Thiên Lang và Mặt Trời bắt đầu tăng lên và nó sẽ mờ dần, nhưng nó sẽ tiếp tục là ngôi sao sáng nhất trên bầu trời đêm trong khoảng 210.000 năm tới. Sau đó, sao Chức Nữ sẽ thay thế sao Thiên Lang trở thành ngôi sao sáng nhất trên bầu trời đêm.

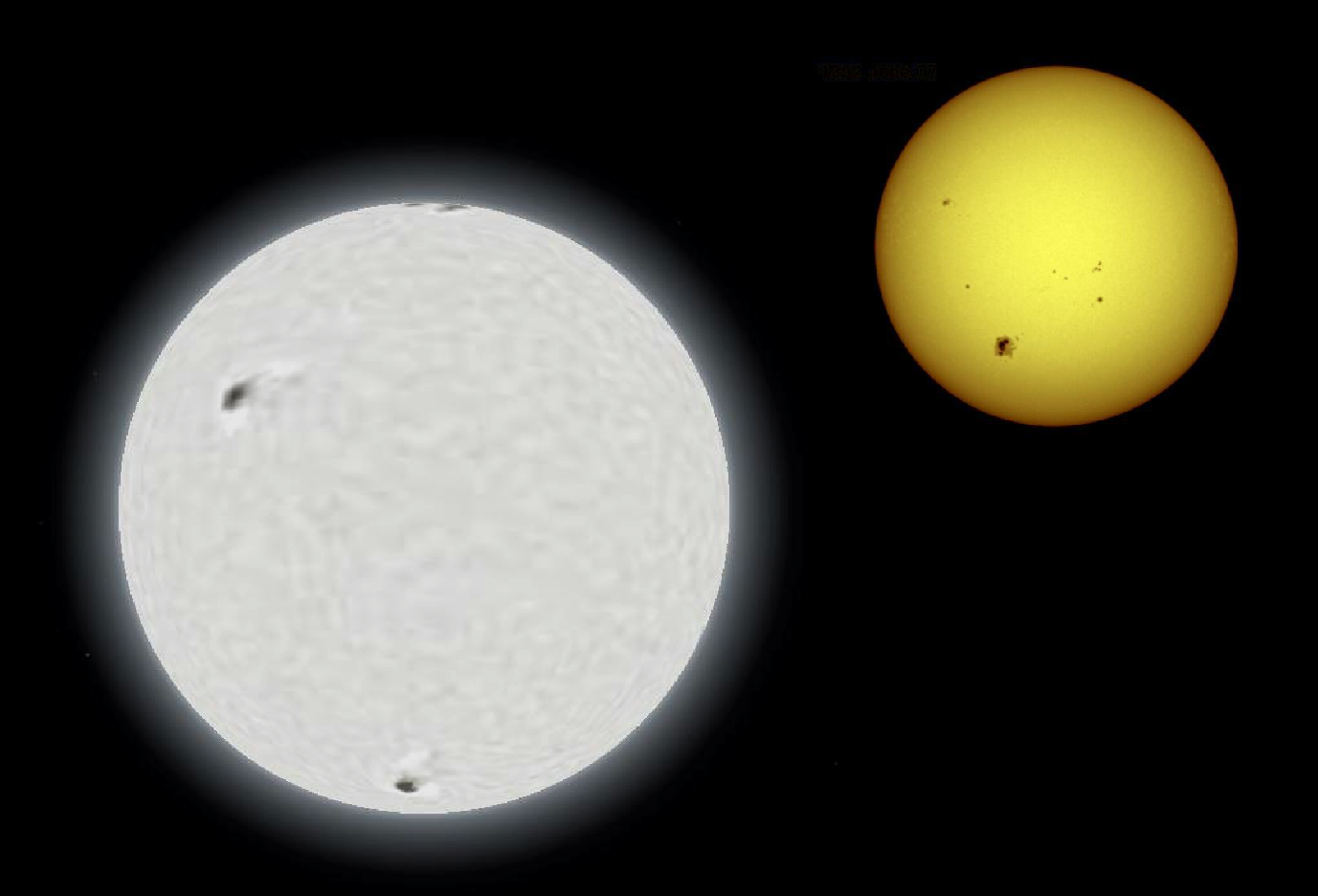
So sánh sao Thiên Lang A và Mặt Trời.

Sao Thiên Lang A lớn gấp 2 lần Mặt Trời và cấp sao tuyệt đối là 1,42. Nó có độ sáng gấp 25 lần Mặt Trời nhưng lại thấp hơn đáng kể so với các ngôi sao sáng khác như sao Lão Nhân hay Rigel. Hệ sao Thiên Lang đã được hình thành từ cách đây 200 đến 300 triệu năm. Ban đầu, sao Thiên Lang B lớn hơn sao Thiên Lang A. Tuy nhiên sao Thiên Lang B đã tiêu thụ hết nhiên liệu của mình rồi biến thành một sao khổng lồ đỏ, sau đó co lại chỉ còn lại một phần lõi rất nóng (xem thêm: tiến hóa sao). Lõi này sau đó trở thành một ngôi sao lùn trắng tại thời điểm cách đây 120 triệu năm về trước.
Người Hy Lạp cổ đại thường gọi sao Thiên Lang là Dog Star, một phần vì nó là đại diện cho chòm sao mà sao Thiên Lang nằm trong đó là chòm sao Đại Khuyển (tiếng Latinh: Canis Majoris, nghĩa là "chó lớn"), một phần là vì thời điểm sao Thiên Lang xuất hiện cùng Mặt Trời thường là vào những ngày nóng, khó chịu nhất trong mùa hè, mà họ gọi những ngày đó là "Dog Day".
Đối với người Ai Cập cổ đại, sao Thiên Lang xuất hiện thường báo hiệu mùa lũ trên sông Nin. Ở Nam Bán cầu thì người Polynesia lại xem sao Thiên Lang là ngôi sao báo hiệu mùa đông sắp đến.
Còn thiên văn học Trung Quốc cổ đại gọi sao Thiên Lang là Thiên Lang tinh (sói trời), xếp nó vào nhóm Sao Tỉnh trong nhị thập bát tú

## Lịch sử quan sát
Là ngôi sao sáng nhất trên bầu trời đêm nên sao Thiên Lang sớm được những nhà thiên văn cổ đại nhận biết. Nó ở khá gần đường hoàng đạo nên chu kỳ xuất hiện cùng Mặt Trời của sao Thiên Lang cũng khá tương đồng với những ngôi sao trên đường hoàng đạo, cụ thể là khoảng 365,25 ngày. Thời cổ đại ở Cairo thì sao Thiên Lang thường xuất hiện cùng Mặt Trời vào ngày 19 tháng 7 hàng năm theo lịch Julius, tức là ngay trước mùa lũ trên sông Nin. Vì thế nên sao Thiên Lang trở nên rất quan trọng trong tín ngưỡng của người Ai Cập cổ đại, họ đã tôn thờ sao Thiên Lang là nữ thần Sopdet (tiếng Ai Cập cổ đại: Spdt, "tam giác"; tiếng Hy Lạp cổ: Σῶθις}, Sō̂this), người bảo vệ cho sự màu mỡ của đất đai canh tác.
Người Hy Lạp cổ đại đã quan sát và cho rằng sự xuất hiện của sao Thiên Lang sẽ báo trước mùa hè khô nóng và lo sợ rằng ngôi sao này sẽ khiến cây cối héo úa, đàn ông yếu đi và phụ nữ trở nên hưng phấn. Do độ sáng của nó, sao Thiên Lang trông sẽ lấp lánh hơn trong điều kiện thời tiết bất ổn của đầu mùa hè. Bất kỳ ai chịu ảnh hưởng của nó đều được cho là bị "sao chiếu" ('star-struck", ἀστροβόλητος, astrobólētos). Sao Thiên Lang được mô tả là "đốt cháy" hoặc "rực cháy" trong văn học.
Cư dân cổ đại ở đảo Kea thường thực hiện nghi lễ cúng tế sao Thiên Lang và Zeus để cầu xin sự mát mẻ. Họ sẽ chờ thời điểm sao Thiên Lang xuất hiện lúc bình minh. Họ tin rằng nếu sao Thiên Lang sáng rực rỡ là điềm báo cho sự may mắn, có nghĩa là lời cầu xin của họ đã được đáp ứng. Còn nếu sao Thiên Lang mờ nhạt (có thể do sương mù) thì đó là điềm báo xấu. Trên những đồng tiền cổ có khắc hình con chó hoặc những ngôi sao lấp lánh, cho thấy ý nghĩa tâm linh quan trọng của sao Thiên Lang với cư dân ở đây.
Người La Mã cổ đại thì làm lễ tế thần Robigalia vào ngày 25 tháng 4, thời điểm sao sao Thiên Lang xuất hiện cùng Mặt Trời, để cầu cho mùa màng tươi tốt. Mâm cúng thường có thịt chó, thịt cừu và rượu.
Sao Thiên Lang cũng có vị trí rất quan trọng với những người Polynesia cổ đại. Họ sử dụng nó để xác định vị trí trong những chuyến hải trình ở nam Thái Bình Dương. Họ xếp sao Thiên Lang vào chòm sao Great Bird. Tên bản địa của chòm sao này là Manu với sao Thiên Lang là phần đầu và thân, còn Canopus và Procyon là hai chiếc cánh. Sống chủ yếu ở Nam Bán cầu nên với cư dân Polynesia, sao Thiên Lang lại là ngôi sao mùa đông. Vào ngày Đông chí, họ tổ chức rất nhiều lễ hội, như lễ Ka'ulua ở Hawaii, lễ Tau-ua ở đảo Marquises, lễ Rehua ở New Zealand,...

### Dịch chuyển vị trí trên bầu trời
Năm 1717, Edmond Halley đã phát hiện ra chuyển động riêng của các sao cố định cho đến nay, sau khi ông so sánh khoảng cách giữa các ngôi sao thời bấy giờ với khoảng cách giữa chúng được ghi trong cuốn sách thiên văn Almagest của Ptolemy. Halley phát hiện các ngôi sao sáng nhất trên bầu trời đêm là sao Thiên Lang, Aldebaran và sao Đại Giác đều có sự thay đổi vị trí đáng kể (so với thời của Ptolemy), riêng sao Thiên Lang đã dịch chuyển về phía tây nam khoảng 0,5 độ (30 phút cung), tức là bằng xấp xỉ đường kính của Mặt Trăng nhìn từ Trái Đất.
Năm 1868, sao Thiên Lang trở thành ngôi sao đầu tiên mà các nhà khoa học đo được vận tốc di chuyển, mở đầu cho chuyên ngành nghiên cứu vận tốc xuyên tâm của các thiên thể. William Huggins đã nghiên cứu quang phổ và dịch chuyển đỏ của ngôi sao và kết luận sao Thiên Lang đang lùi xa khỏi Mặt Trời với tốc độ khoảng 40 km/s. Tuy nhiên có thể do hạn chế công nghệ ở thời điểm đó nên Huggins đã tính sai. Các phép đo hiện đại cho ra kết quả tốc độ dịch chuyển của sao Thiên Lang là -5,5 km/s, dấu âm (-) có ý nghĩa là vật thể đang tiến về phía Mặt Trời.

### Khoảng cách
Trong cuốn sách Cosmotheoros xuất bản năm 1698, Christiaan Huygens ước tính khoảng cách từ sao Thiên Lang tới Trái Đất bằng 27.664 lần khoảng cách từ Mặt Trời tới Trái Đất (tức là khoảng 0,437 năm ánh sáng, tương ứng với mức thị sai thiên văn học là 7,5 giây cung). Thời đó cũng có nhiều nhà khoa học cố gắng đo thị sai thiên văn học (stellar parallax) của sao Thiên Lang nhưng đều cho ra kết quả không chính xác, như số liệu của Jacques Cassini là 6 giây cung, Nevil Maskelyne sử dụng dữ liệu quan sát của Nicolas-Louis de Lacaille ở Cape Town tính ra kết quả 4 giây cung bằng với kết quả của Giuseppe Piazzi.
Nhà thiên văn người Scoland Thomas Henderson quan sát sao Thiên Lang từ năm 1832 đến 1833, và nhà thiên văn người Nam Phi Thomas Maclear quan sát sao Thiên Lang từ năm 1836 đến 1837, xác định thị sai thiên văn học của ngôi sao này là 0,23 giây cung, với mức sai số không quá 1 phần tư giây cung. Nói chung thì trong thế kỷ 19, các nhà khoa học chấp nhận thị sai thiên văn học của sao Thiên Lang khoảng 0,25 giây cung. Kết quả của các nhà khoa học hiện nay là khoảng 0,4 giây cung, quy đổi ra khoảng cách từ sao Thiên Lang tới Trái Đất là khoảng 8,6 năm ánh sáng, mức sai số là ±0,04 năm ánh sáng.
Khoảng cách tới Trái Đất của sao Thiên Lang B, đo bằng kính thiên văn Gaia, cũng gần bằng con số trên, thậm chí còn có sai số thấp hơn là 8,709 ±0,005 năm ánh sáng, tuy nhiên các nhà khoa học cũng lưu ý rằng do quá trình đo có nhiều tiếng ồn thiên văn quá mức (astrometric excess noise) nên mức thị sai thiên văn học của sao Thiên Lang B có thể chưa chính xác.

### Phát hiện sao Thiên Lang B

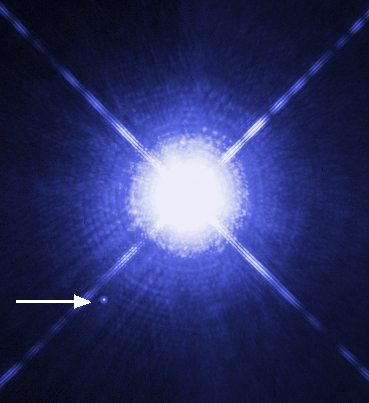
Sao Thiên Lang A và B (mũi tên chỉ).

Trong một bức thư gửi ngày 10 tháng 8 năm 1844, nhà thiên văn học người Đức Friedrich Wilhelm Bessel phát hiện có sự thay đổi trong chuyển động riêng của sao Thiên Lang và suy luận rằng ngôi sao này có một ngôi sao đồng hành chưa được phát hiện. Phải gần 19 năm sau, vào ngày 31 tháng 1 năm 1862, nhà thiên văn học người Mỹ  Alvan Graham Clark là người đầu tiên quan sát thấy ngôi sao đồng hành, tên gọi ngày nay là sao Thiên Lang B. Nó còn có biệt danh là "The Pup". Clark phát hiện ra ngôi sao trong quá trình thử nghiệm chiếc kính thiên văn mới ở Dearborn Observatory, đó là một trong những chiếc kính thiên văn lớn nhất thời bấy giờ. Đến ngày 8 tháng 3 thì sự tồn tại của sao Thiên Lang B được các kính thiên văn khác xác nhận.
Từ thời điểm đó thì ngôi sao được trông thấy bằng mắt thường được gọi là sao Thiên Lang A. Từ năm 1894, các nhà thiên văn học phát hiện một số bất thường trong quỹ đạo của hệ sao đôi, nên có giả thiết hệ sao này còn một ngôi sao thứ ba nữa. Nhưng cho đến thời điểm này thì sự tồn tại của ngôi sao thứ ba đó chưa được xác nhận. Ngôi sao giả thiết này được cho là quay quanh sao Thiên Lang A 6 năm một vòng và có khối lượng bằng 0.06 lần khối lượng Mặt Trời, nó mờ hơn sao Thiên Lang B từ 5 đến 10 lần nên rất khó quan sát. Những quan sát thiên văn học được thực hiện vào năm 2008 không tìm được một ngôi sao hay một hành tinh nào phù hợp với giả thiết. Trong thập niên 1920, các nhà thiên văn học phát hiện một vật thể khá tương đồng với ngôi sao giả thiết, nhưng các nhà khoa học ngày nay tin rằng đó chỉ là một vật thể nền.
Năm 1915, nhà thiên văn học Walter Sydney Adams ở đài thiên văn Núi Wilson đã đo quang phổ thiên văn của sao Thiên Lang B và xác định nó là một ngôi sao màu trắng nhạt. Điều này khiến các nhà thiên văn học kết luận rằng đó là một sao lùn trắng—ngôi sao thứ hai được phát hiện. Năm 1959, các nhà khoa học ở đài thiên văn Jodrell Bank sử dụng phương pháp giao thoa kế cường độ thiên văn lần đầu tiên đo được đường kính của sao Thiên Lang A. Đến năm 2005, các nhà khoa học sử dụng kính thiên văn Hubble để đo đường kính sao Thiên Lang B, kết quả cho thấy đường kính của sao Thiên Lang B gần bằng đường kính Trái Đất, khoảng 12.000 km và khối lượng bằng 102% khối lượng Mặt Trời.

### Tranh cãi về màu sắc
Vào khoảng năm 150 sau Công nguyên, Claudius Ptolemy của Alexandria, một nhà thiên văn học người Ai Cập gốc Hy Lạp của thời kỳ La Mã, đã lập bản đồ các vì sao trong Quyển VII và VIII của cuốn sách Almagest, trong đó ông sử dụng sao Thiên Lang làm vị trí cho kinh tuyến trung tâm của địa cầu. Trong cuốn sách đó, Ptolemy đã mô tả sao Thiên Lang là một ngôi sao màu hơi đỏ. Năm ngôi sao xung quanh nó là Betelgeuse, Antares, Aldebaran, sao Đại Giác và Pollux cũng có màu cam hoặc đỏ.
Sự khác biệt lần đầu tiên được ghi nhận bởi nhà thiên văn học nghiệp dư Thomas Barker, người đã chuẩn bị một bài báo và phát biểu tại một cuộc họp của Hội Hoàng gia Luân Đôn vào năm 1760.
Đến giữa thế kỷ 19, những nhà thiên văn học đã nhận ra có một số ngôi sao có sự thay đổi về độ sáng, dẫn đến suy đoán các ngôi sao cũng có thể có sự thay đổi màu sắc. John Herschel đề cập đến khả năng này vào năm 1839, có thể do ông suy đoán từ trường hợp của ngôi sao Eta Carinae.
Sau đó đến lượt Thomas J.J. See đặt lại vấn đề sao Thiên Lang có phải là ngôi sao màu đỏ hay không. Ông phát hiện không chỉ có Ptolemy cho rằng sao Thiên Lang là màu đỏ, mà một số nhà thơ cổ đại như Aratus hay Cicero cũng thường gọi nó là ngôi sao màu đỏ, cho dù họ không phải là những nhà thiên văn chuyên nghiệp. Seneca đã mô tả sao sao Thiên Lang có màu đỏ đậm hơn Sao Hỏa.
Tuy nhiên không phải nhà thiên văn cổ đại nào cũng thấy sao Thiên Lang có màu đỏ. Marcus Manilius sống ở thế kỷ thứ 1 và  Avienius sống ở thế kỷ thứ 4 thì thấy nó có màu xanh nước biển. Trong khi đó, các nhà thiên văn học Trung Quốc cổ đại thì thấy sao Thiên Lang có màu trắng và nhiều ghi chép từ thế kỷ thứ 2 trước Công nguyên cho đến thế kỷ thứ 7 sau Công nguyên đều mô tả sao Thiên Lang có màu trắng.
Năm 1985, hai nhà thiên văn học người Đức là Wolfhard Schlosser và Werner Bergmann đã dịch cuốn sách cổ bằng tiếng Latinh De cursu stellarum ratio của Gregory of Tours. Trong cuốn sách này thì Gregory có mô tả một ngôi sao có màu đỏ, được cho là sao Thiên Lang. Tuy nhiên cũng có một vài ý kiến cho rằng ngôi sao mà Gregory muốn nói đến là sao Đại Giác.
Các nhà khoa học hiện đại cũng đã cố gắng giải thích vì sao sao Thiên Lang được ghi nhận có nhiều màu sắc khác nhau như vậy. Nguyên nhân do quá trình tiến hóa sao bị bác bỏ bởi vì khoảng thời gian vài ngàn năm (từ thời kỳ các nhà thiên văn cổ đại quan sát sao Thiên Lang, đến thời kỳ các nhà thiên văn hiện đại quan sát sao Thiên Lang) là quá ngắn so với tuổi của một ngôi sao, nên nó không có ảnh hưởng lớn đến sự thay đổi màu sắc. Khả năng có một ngôi sao thứ ba làm nhiễu động sự quan sát (từ Trái Đất) cũng chưa được chứng minh. Một giải thích khác cho việc các nhà khoa học cổ đại thường gọi sao Thiên Lang là sao màu đỏ chỉ đơn giản mang ý nghĩa ẩn dụ trong văn học, bởi vì sao Thiên Lang vốn dĩ rất sáng nên dễ được liên tưởng đến màu đỏ.
Khi sao Thiên Lang ở gần đường chân trời, bằng mắt thường có thể thấy nó thường nhấp nháy với các màu đỏ, trắng và xanh lam.

## Quan sát

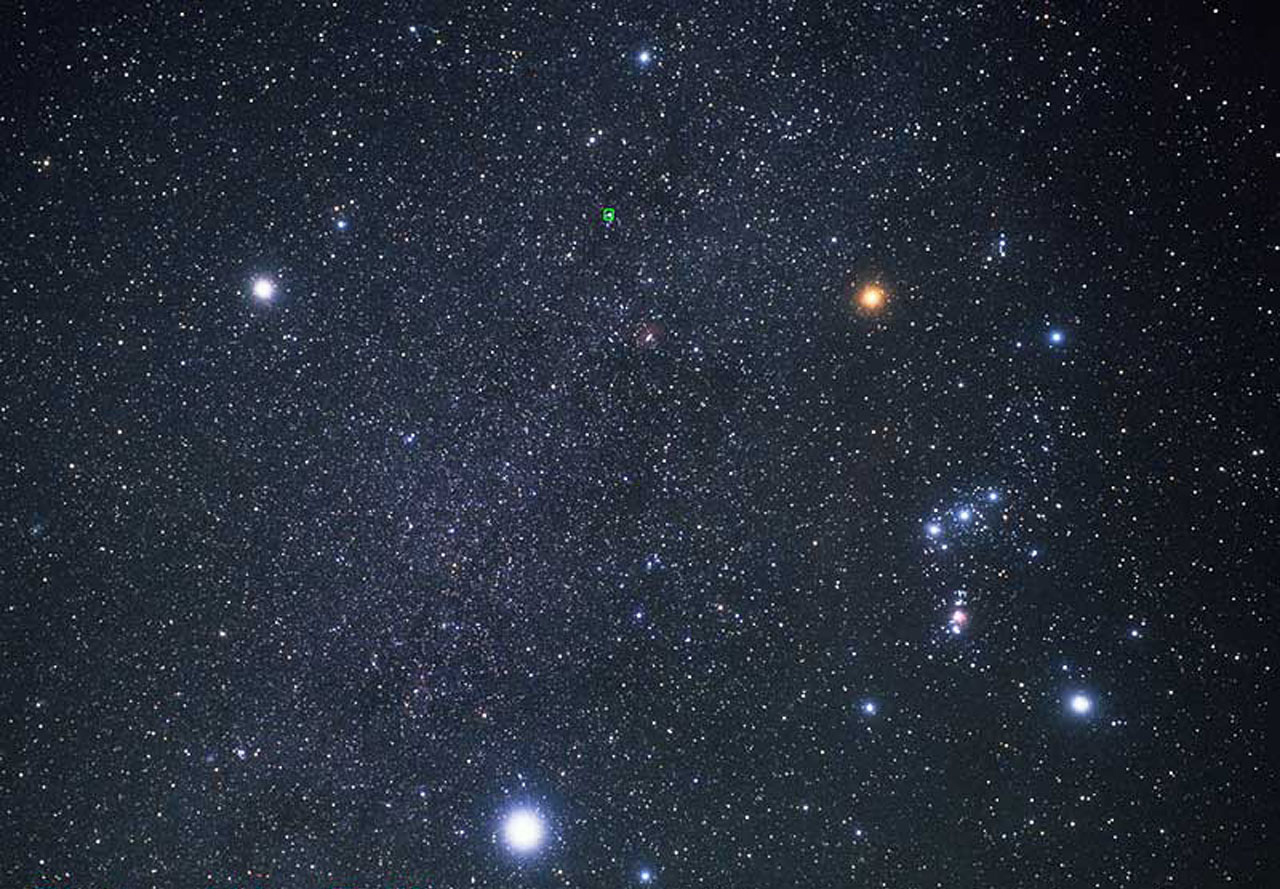
Tam giác mùa đông Nam bán cầu gồm có Sao Thiên Lang (Màu trắng ở phía dưới), Betelgeuse (màu đỏ ở phía trên bên phải) và Procyon (màu trắng ở phía trên bên trái).

Với cấp sao biểu kiến là -1,46 thì sao Thiên Lang là ngôi sao sáng nhất trên bầu trời đêm. Nó sáng gần gấp 2 lần ngôi sao sáng thứ hai là Canopus. Nhìn từ Trái Đất thì sao Thiên Lang luôn mờ hơn Sao Kim và Sao Mộc  nhưng có những thời điểm nó còn sáng hơn cả Sao Hỏa và Sao Thủy.
Sao Thiên Lang có thể được nhìn thấy từ mọi nơi trên Trái Đất từ vĩ độ 73° bắc trở xuống. Ở những địa điểm xa về phía bắc, như ở thành phố Saint-Petersburg, sẽ nhìn thấy sao Thiên Lang ở vị trí khá thấp so với đường chân trời, chỉ khoảng 13°.
Ngược lại, ở những địa điểm gần cực nam, từ vĩ độ 73° nam, sao Thiên Lang giống như một ngôi sao quanh cực, không bao giờ lặn xuống thấp hơn đường chân trời. Khoảng đầu tháng 7, những người dân ở Nam Bán cầu có thể nhìn thấy sao Thiên Lang vào buổi tối khi nó lặn sau Mặt Trời, và cả vào buổi bình minh khi nó mọc trước Mặt Trời. Sao Thiên Lang cùng với sao Procyon và Betelgeuse tạo thành tam giác mùa đông.
Khi có những điều kiện thuận lợi thì sao Thiên Lang có thể được nhìn thấy vào ban ngày. Lý tưởng nhất là người quan sát đứng ở những nơi rất cao, bầu trời quang đãng, Mặt Trời khi đó ở gần đường chân trời (sắp lặn hoặc vừa mới mọc) còn sao Thiên Lang thì ở trên đỉnh đầu người quan sát. Thường thì ở Nam Bán cầu dễ hội tụ những điều kiện này hơn.

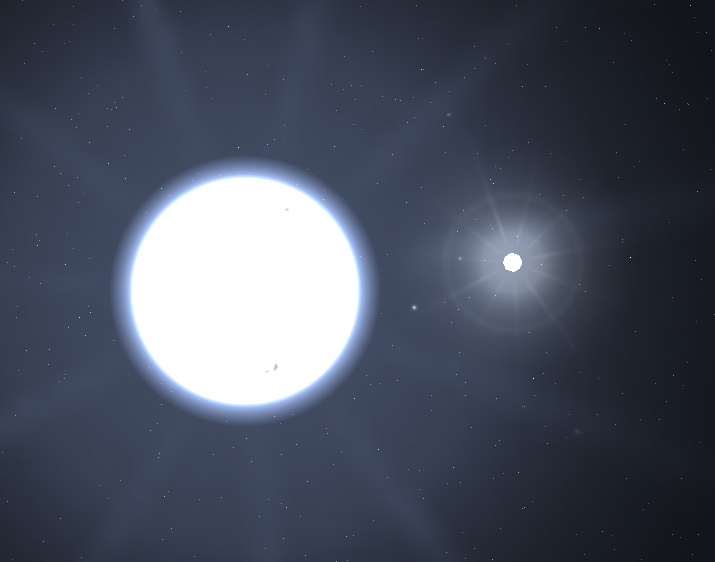
Sao Thiên Lang A và B.

Do hệ sao Thiên Lang A và B quay xung quanh nhau nên khi nhìn từ Trái Đất, khoảng cách góc của chúng dao động từ mức tối đa là 11 giây cung đến mức tối thiểu là 3 giây cung. Nói chung, khi sao Thiên Lang B càng ở gần sao Thiên Lang A (nhìn từ Trái Đất) thì càng khó quan sát được sao Thiên Lang B. Để quan sát được nó cần phải sử dụng kính thiên văn hiện đại kết hợp với điều kiện quan sát lý tưởng.
Từ sau năm 1994, là thời điểm hệ sao Thiên Lang ở trạng thái cận điểm quỹ đạo, thì hai ngôi sao này bắt đầu tách xa nhau ra, giúp cho quá trình quan sát bằng kính thiên văn trở nên dễ dàng hơn. Hai ngôi sao đạt trạng thái viễn điểm quỹ đạo vào năm 2019. Nhưng từ góc nhìn Trái Đất, phải đến năm 2023 thì khoảng cách góc của hệ sao Thiên Lang mới đạt mức cực đại là 11,333 giây cung.
Hệ sao Thiên Lang cách Mặt Trời khoảng 8,6 năm ánh sáng (2,6 pc). Hai ngôi sao Thiên Lang A và B là một trong những ngôi sao gần Mặt Trời nhất. Chính vì ở gần Mặt Trời là một trong những lý do khiến cho sao Thiên Lang trở nên sáng như vậy. Các ngôi sao ở gần Mặt Trời như Alpha Centauri (khoảng 4,3 năm ánh sáng), Procyon (khoảng 11,4 năm sánh sáng) hay Vega (khoảng  25,3 năm ánh sáng) đều có thể dễ dàng quan sát từ Trái Đất, chúng có độ sáng tương đương với những ngôi sao khổng lồ nhưng ở rất xa như Canopus (khoảng 310 năm ánh sáng), Rigel (khoảng 860 năm ánh sáng) hay Betelgeuse (khoảng 550 năm ánh sáng).
Hệ sao gần sao Thiên Lang nhất là Procyon, cách nhau khoảng 5,4 năm ánh sáng.
Tàu vũ trụ Voyager 2 đang di chuyển hướng về phía sao Thiên Lang, trong khoảng 296 nghìn năm nữa nó sẽ ở cách sao Thiên Lang khoảng 4,3 năm ánh sáng.

## Hệ sao

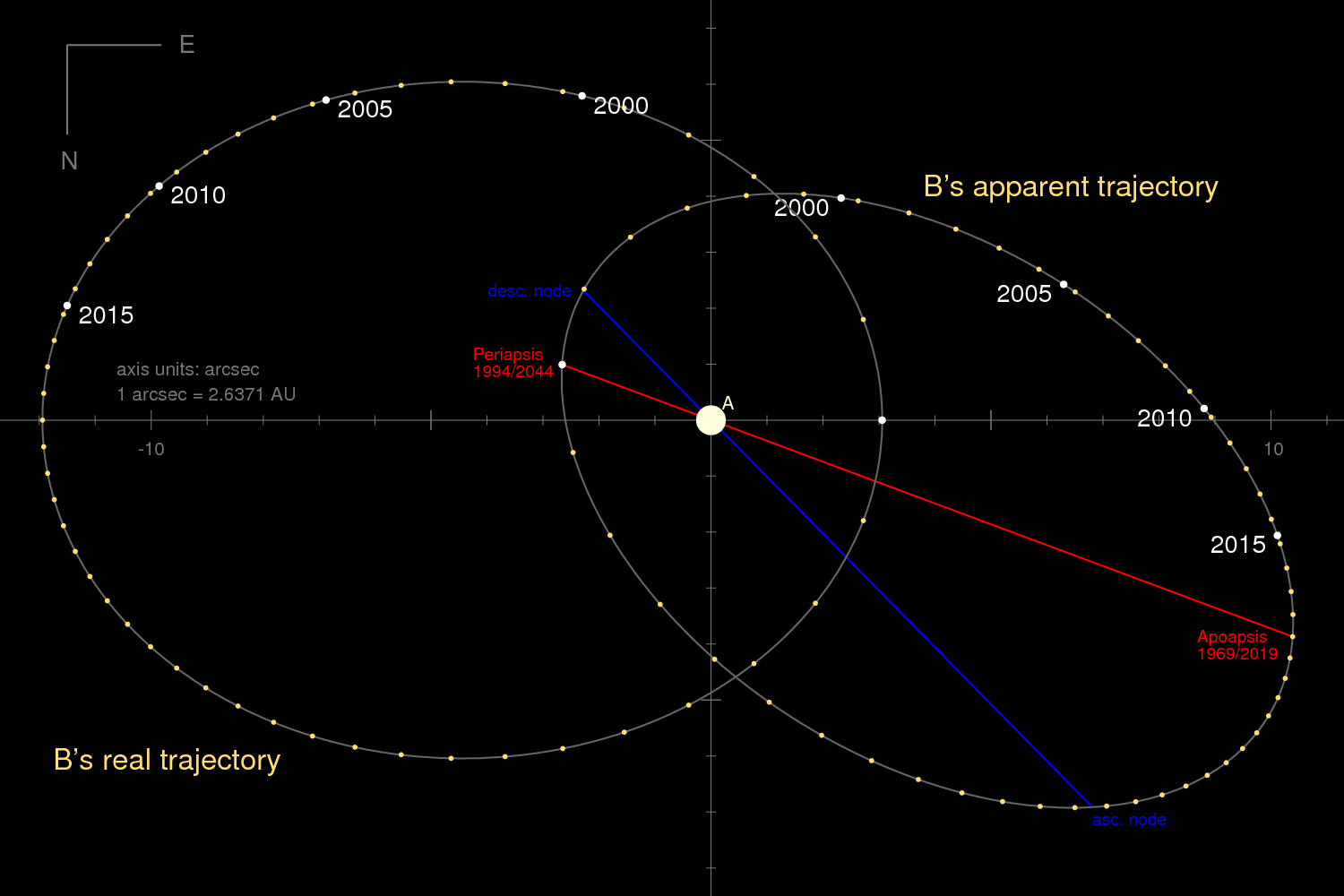
Quỹ đạo của hệ sao Thiên Lang.

Hệ sao Thiên Lang là một hệ sao đôi bao gồm hai ngôi sao màu trắng, chúng cách nhau khoảng 20 AU, tức là khoảng bằng khoảng cách từ Mặt Trời đến Sao Thiên Vương và thời gian chúng quay xung quanh nhau là khoảng 50,1 năm. Ngôi sao sáng hơn, có thể quan sát bằng mắt thường là sao Thiên Lang A. Nó là ngôi sao dãy chính loại A có nhiệt độ trên bề mặt khoảng 9.940 độ K. Ngôi sao đồng hành với nó là sao Thiên Lang B đã tiến hóa qua giai đoạn dãy chính và đã trở thành một ngôi sao lùn trắng. Hiện sao Thiên Lang B mờ hơn Thiên Lang A rất nhiều lần, nhưng từng có thời điểm nó là ngôi sao nặng hơn.

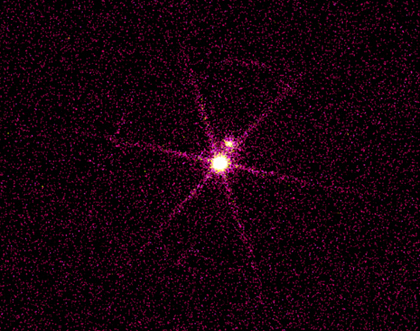
Hình ảnh chụp bức xạ tia X của hệ sao Thiên Lang do Chandra X-ray Observatory chụp. Ngôi sao sáng hơn (phát xạ tia X mạnh hơn) chính là sao Thiên Lang B.

Tuổi của hệ sao này được ước tính khoảng 230 triệu năm, rất trẻ so với tuổi của Mặt Trời là 4,5 tỷ năm. Còn nếu so với tuổi của Trái Đất thì hệ sao Thiên Lang hình thành trong thời kỳ Trái Đất ở kỷ Tam Điệp.
Trong thời kỳ đầu, cả hai là những ngôi sao trắng-xanh, thời gian quay xung quanh nhau chỉ mất khoảng 9,1 năm. Hệ sao này phát ra bức xạ hồng ngoại cao hơn dự đoán, được đo bởi IRAS. Đây có thể là dấu hiệu xung quanh hệ sao có một lớp bụi, một dấu hiệu bất thường ở một hệ sao đôi. Hình ảnh của Chandra X-ray Observatory cho thấy sao Thiên Lang B phát ra tia X còn mạnh hơn sao Thiên Lang A.
Vào năm 2015, Vigan và các đồng nghiệp đã sử dụng kính viễn vọng VLT Survey và đã loại bỏ khả năng hệ sao này tồn tại những hành tinh có những điều kiện sau:
- Khối lượng gấp 11 lần Sao Mộc ở khoảng cách 0,5 AU so với sao Thiên Lang A.
- Khối lượng gấp 7 lần Sao Mộc ở khoảng cách từ 1 đến 2 AU so với sao Thiên Lang A.
- Khối lượng gấp 4 lần Sao Mộc ở khoảng cách 10 AU so với sao Thiên Lang A.

Và họ cũng không phát hiện ra có hành tinh nào quay xung quanh sao Thiên Lang B.

### Sao Thiên Lang A

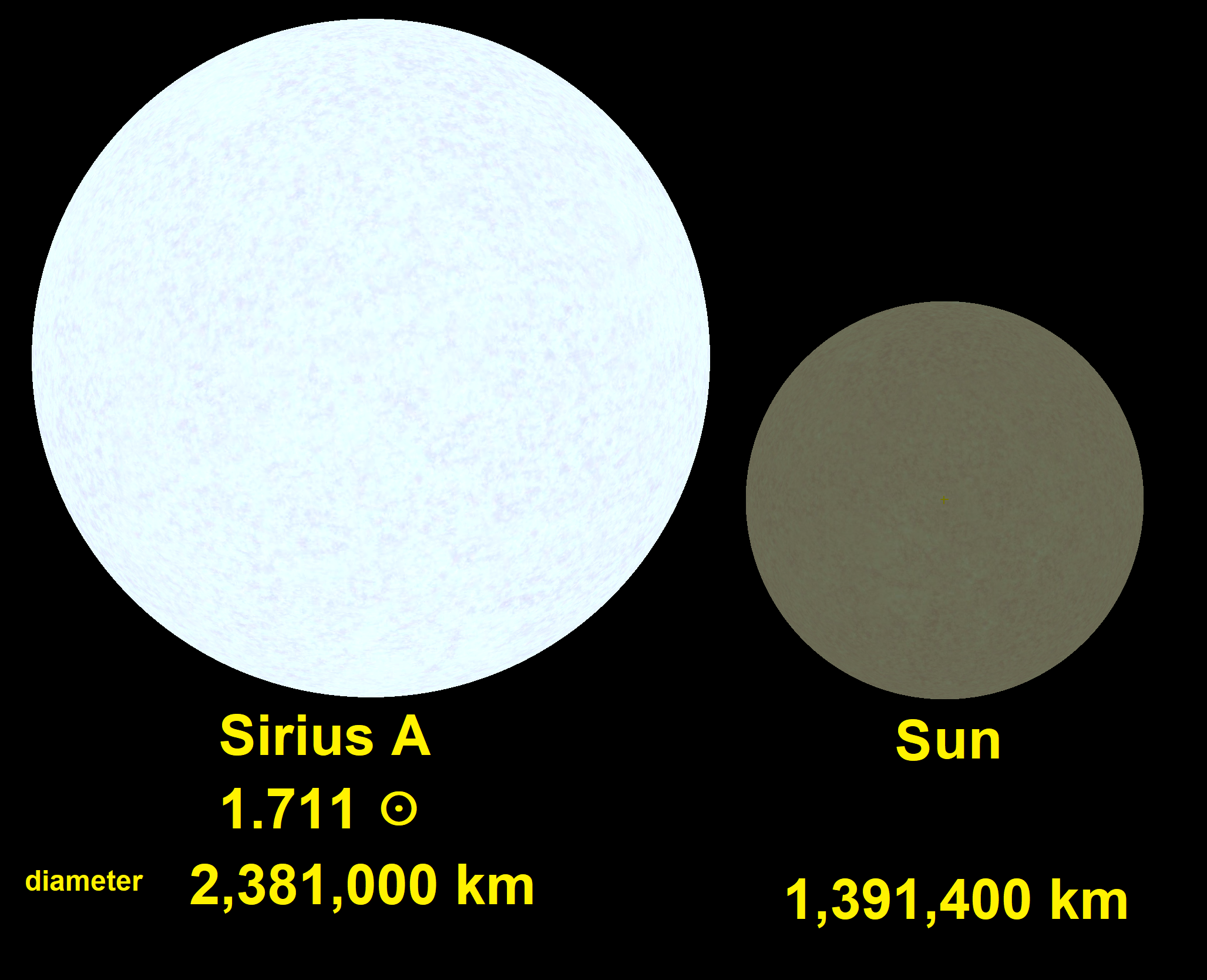
So sánh sao Thiên Lang A và Mặt Trời.

Sao Thiên Lang A có khối lượng bằng 2,063 khối lượng Mặt Trời. Các nhà khoa học đã đo kích thước ngôi sao này bằng phương pháp giao thoa kế thiên văn, kết quả đường kính góc của nó là 5,936±0.016 phút cung (MAS). Tốc độ tự quay của nó khá chậm, chỉ khoảng 16 km/s nên không tạo ra bất kỳ hiệu ứng "làm dẹt" nào lên "phần bụng" của nó. Đặc điểm này khác biệt hoàn toàn sao Chức Nữ có kích thước tương đương nhưng có tốc độ tự quay lên tới 274 km/s nên có xu hướng phình ra ở vùng xích đạo. Ngoài ra thì bề mặt của sao Thiên Lang A có từ trường khá yếu.
Các mô hình tiến hóa sao cho rằng sao Thiên Lang A được hình thành từ sự sụp đổ của một đám mây phân tử rất lớn. Sau khoảng 10 triệu năm thì nó có thể tự tạo ra năng lượng bằng phản ứng tổng hợp hạt nhân. Các nhà khoa học tính toán sao Thiên Lang A sẽ hết nhiên liệu ở thời điểm 1 tỷ năm kể từ khi nó được hình thành. Sau đó thì nó sẽ kết thúc giai đoạn dãy chính, biến thành một ngôi sao khổng lồ đỏ, và cuối cùng sẽ co lại thành một ngôi sao lùn trắng.
Sao Thiên Lang A được phân loại vào nhóm sao Am bởi vì vạch quang phổ của nó có rất nhiều kim loại, chứng tỏ trên bề mặt có nó có những nguyên tố nặng hơn heli, ví dụ như sắt. Quang phổ của sao Thiên Lang A là A0mA1 Va, có nghĩa là nó vừa có đặc tính của ngôi sao A1 chủ yếu là hydro và heli, vừa có đặc tính của ngôi sao A0 có nguyên tố kim loại. Tỷ lệ sắt so với hydro (Fe/H) của sao Thiên Lang A là khoảng 0,5. So với Mặt Trời thì lượng sắt của sao Thiên Lang A dồi dào hơn khoảng 316%.
Tuy nhiên không phải toàn bộ ngôi sao có hàm lượng nguyên tố kim loại cao như vậy; đúng hơn là sắt và các kim loại nặng bị bức xạ lên bề mặt của ngôi sao.

### Sao Thiên Lang B

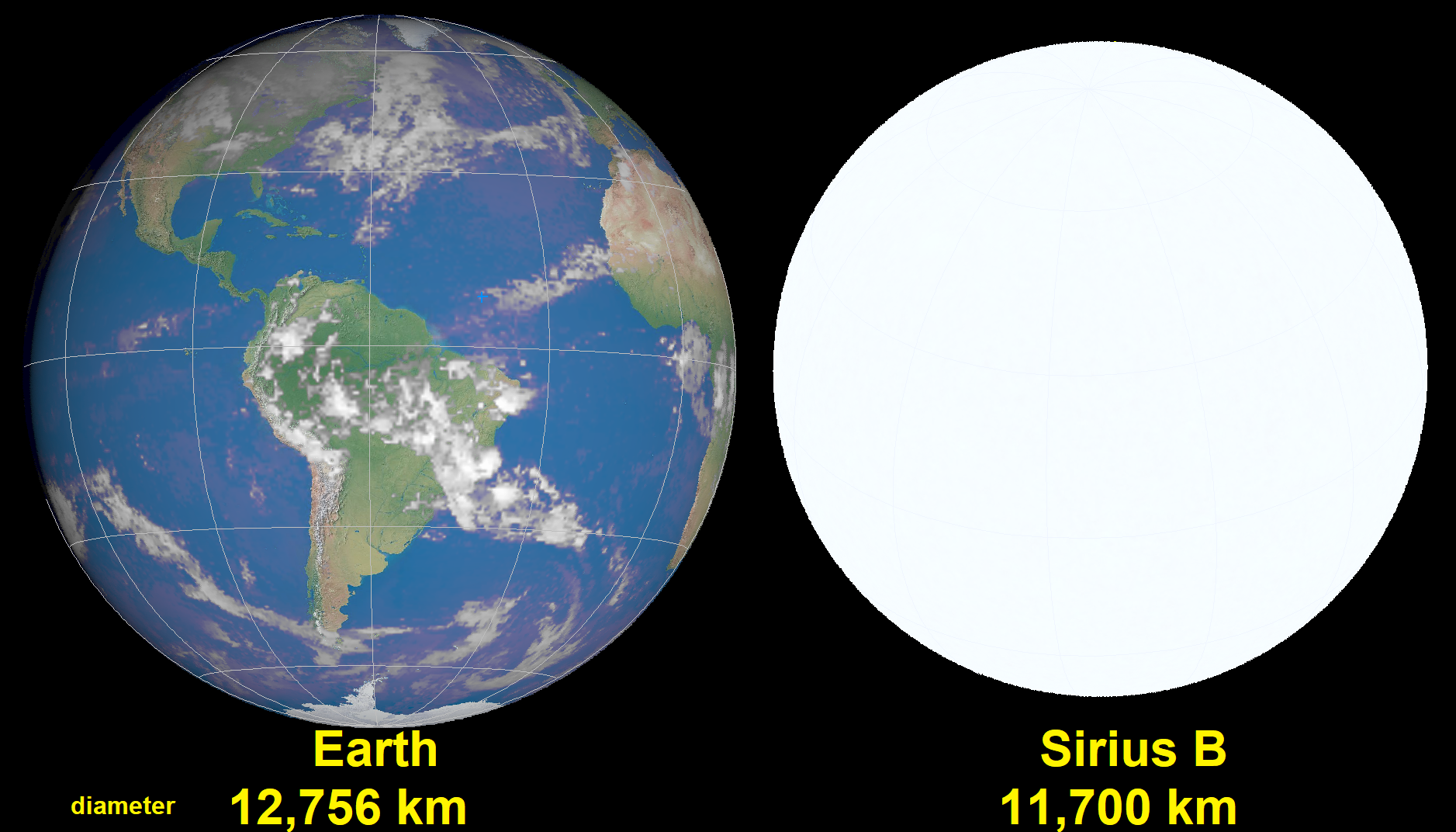
So sánh kích thước của Trái Đất và sao Thiên Lang B (phải).

Sao Thiên Lang B là một trong những ngôi sao lùn trắng nặng nhất từng được biết đến. Nó có khối lượng bằng 1,02 lần khối lượng Mặt Trời, trong khi đa số các ngôi sao lùn trắng chỉ có khối lượng từ 0,5 đến 0,6 khối lượng của Mặt Trời. Tuy nhiên kích thước của sao Thiên Lang B chỉ tương đương với Trái Đất. Nhiệt độ bề mặt của sao Thiên Lang B là khoảng 25.200 độ K. Do không có nguồn nhiệt bên trong lõi, sao Thiên Lang B sẽ nguội dần khi lượng nhiệt còn lại tỏa vào không gian trong hơn hai tỷ năm nữa.
Sao lùn trắng là kết quả của quá trình tiến hóa sao, sau giai đoạn sao khổng lồ đỏ. Sao Thiên Lang B trở thành sao lùn trắng khoảng từ 120 triệu năm trước, so với độ tuổi chung của hệ sao Thiên Lang là 230 triệu năm. Lúc đầu sao Thiên Lang B được ước tính là có kích thước lớn gấp 5 lần Mặt Trời và khi nó còn là một ngôi sao dãy chính loại B (rất có thể là B5V), nó sáng gấp từ 600 đến 1.200 lần Mặt Trời. Sau đó, sao Thiên Lang B trải qua giai đoạn sao khổng lồ đỏ. Có thể chính trong giai đoạn này, sao Thiên Lang B đã cung cấp kim loại cho sao Thiên Lang A, điều này giải thích lý do tại sao sao Thiên Lang A lại có nhiều kim loại như thế.
Thành phần chính của sao Thiên Lang B bây giờ là hỗn hợp carbon và oxy, là sản phẩm của phản ứng tổng hợp heli ở thời kỳ trước đó. Hỗn hợp này được bao phủ bởi một lớp các nguyên tố nhẹ hơn. Bầu khí quyển bên ngoài của sao Thiên Lang B hầu như là hydro nguyên chất. Ngoài ra, nghiên cứu quang phổ của sao Thiên Lang B đã không phát hiện ra nguyên tố nào khác.

### Giả thuyết ngôi sao thứ ba
Từ năm 1894, một số nhà thiên văn học phát hiện có sự bất thường trong quỹ đạo quay của sao Thiên Lang A và B với chu kỳ biểu kiến từ 6 đến 6,4 năm. Một nghiên cứu vào năm 1995 cho rằng hệ sao này còn một ngôi sao nữa, nặng khoảng 0,05 khối lượng Mặt Trời, có thể là một ngôi sao lùn đỏ cỡ nhỏ hoặc một ngôi sao lùn nâu cỡ lớn. Ngôi sao giả thuyết này có cấp sao biểu kiến là 15 và nhìn từ Trái Đất, nó có khoảng cách nhỏ hơn 3 giây cung so với sao Thiên Lang A.
Tuy nhiên những quan sát gần đây của kính viễn vọng không gian Hubble đã loại bỏ sự tồn tại của một ngôi sao như vậy. Nghiên cứu năm 1995 dự đoán ngôi sao giả thuyết sẽ di chuyển khoảng 0,09 giây cung nhưng Hubble không phát hiện ra sự bất thường nào với sai số 0,005 giây cung.
Quan sát của Hubble cũng loại bỏ sự tồn tại của bất kỳ vật thể nào quay quanh Thiên Lang A có khối lượng lớn hơn 0,033 khối lượng Mặt Trời (tức là bằng 35 lần khối lượng của Sao Mộc) với quỹ đạo quỹ đạo 0,5 năm và vật thể có khối lượng lớn hơn 0,014 khối lượng Mặt Trời (15 lần khối lượng của Sao Mộc) với chu kỳ quỹ đạo 2 năm. Nó cũng loại bỏ sự tồn tại của những vật thể quay quanh Thiên Lang B có khối lượng lớn hơn 0,024 khối lượng Mặt Trời (25 lần khối lượng Sao Mộc) với chu kỳ quỹ đạo 0,5 năm và vật thể có khối lượng lớn hơn 0,0095 khối lượng Mặt Trời (10 lần khối lượng Sao Mộc) với chu kỳ quỹ đạo 1,8 năm. Thực tế, gần như chắc chắn hệ sao Thiên Lang không có một thiên thể nào lớn hơn một sao lùn nâu cỡ nhỏ hoặc một ngoại hành tinh cỡ lớn.

### Cụm sao
Năm 1909, Ejnar Hertzsprung là người đầu tiên xếp sao Thiên Lang vào Cụm sao di chuyển Ursa Major. Cụm sao Ursa Major này có khoảng 220 ngôi sao, có chuyển động giống nhau trong không gian. Nó từng là thành viên của một cụm sao mở, nhưng không bị ràng buộc bởi lực lấp dẫn.
Những nghiên cứu năm 2003 và 2005 bắt đầu đặt câu hỏi về việc này. Bởi vì các nhà khoa học tính toán Cụm sao Ursa Major có độ tuổi khoảng 500 triệu năm (±100 triệu năm), cho nên sao Thiên Lang với độ tuổi 230 triệu năm là còn quá trẻ để là thành viên của cụm sao này. Nghiên cứu mới đề xuất sao Thiên Lang thuộc cụm sao Sirius Supercluster cùng với các ngôi sao khác như Beta Aurigae, Alpha Coronae Borealis, Beta Crateris, Beta Eridani và Beta Serpentis. Nếu được công nhận thì đây sẽ là một trong 3 cụm sao nằm trong khoảng cách 500 triệu năm ánh sáng so với Mặt Trời. Hai cụm sao còn lại là Hyades và Pleiades. Những cụm sao này đều có hàng trăm ngôi sao.

### Cụm sao gần đó
Năm 2017, một cụm sao khổng lồ được phát hiện ở vị trí cách sao Thiên Lang khoảng 10 phút cung. Nó được phát hiện trong quá trình phân tích thống kê dữ liệu của chương trình Gaia nên được đặt tên là cụm sao Gaia 1.
Nhìn từ Trái Đất thì sao Thiên Lang và Gaia 1 khá gần nhau nhưng thực ra nó cách xa Trái Đất 1.000 lần so với khoảng cách từ Trái Đất đến hệ sao Thiên Lang. Nhưng vì có kích thước khổng lồ nên nó vẫn có cấp sao biểu kiến là khoảng 8,3.

## Tên gọi

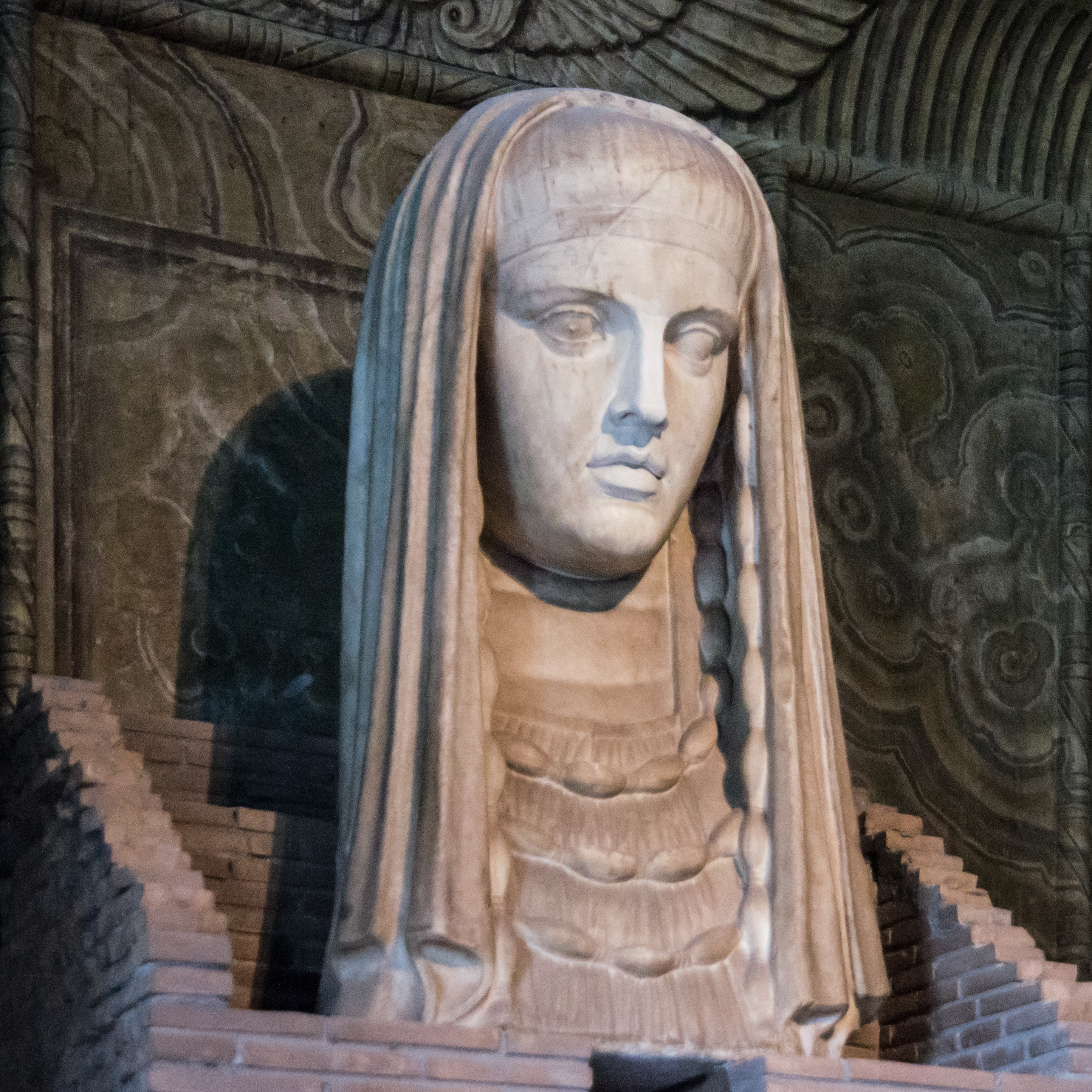
Tượng nữ thần Sopdet, nữ thần Ai Cập bảo hộ sao Thiên Lang và sự màu mỡ của sông Nin, tương đồng với nữ thần Isis và Demeter trong thần thoại Hy Lạp.

Tên tiếng Anh của sao Thiên Lang là Sirius, bắt nguồn từ tên tiếng Latinh của nó là Sīrius, có nguồn gốc xa hơn từ tên tiếng Hy Lạp là Σείριος (Seirios nghĩa là "sáng chói" hoặc là "thiêu đốt").
Bản thân tên tiếng Hy Lạp của ngôi sao có thể cũng được du nhập từ một ngôn ngữ khác trước thời kỳ Hy Lạp cổ phong. Có giả thiết kết nối ngôi sao Seirios  của người Hy Lạp với vị thần Osiris của người Ai Cập cổ đại. Văn bản cổ xưa nhất của nền văn minh Hy Lạp ghi chép về tên gọi của ngôi sao Seirios là tác phẩm Works and Days của Hēsíodos ở thế kỷ thứ 7 trước Công nguyên.
Năm 2016, Liên đoàn Thiên văn quốc tế đã thành lập Nhóm công tác về Tên gọi của các ngôi sao (WGSN) để lập danh mục và chuẩn hóa tên riêng cho các ngôi sao. Danh mục đầu tiên của WGSN được phát hành vào tháng 7 năm 2016, trong đó sao Thiên Lang được đặt tên theo tiêu chuẩn của Liên đoàn Thiên văn quốc thế là α Canis Majoris A.
Sao Thiên Lang có hơn 50 ký hiệu và tên khác gắn liền với nó. Trong tác phẩm A Treatise on the Astrolabe Geoffrey Chaucer đã gọi ngôi sao này là "Alhabor" và được mô tả có hình dạng giống như đầu của một con chó săn. Tên gọi này được các nhà thiên văn học Trung Cổ ở Tây Âu sử dụng khá rộng rãi. Trong tiếng Phạn thì ngôi sao có tên là "thợ săn nai" Mrgavyadha hay 'thợ săn" Lubdhaka. Với tên gọi Mrgavyadha thì ngôi sao đại diện cho thần Rudra (Shiva). Nhóm ngôn ngữ Bắc Âu thì gọi ngôi sao này là Lokabrenna, có nghĩa là "ngọn đuốc của Loki".
Đối với giới chiêm tinh học thời Trung Cổ thì sao Thiên Lang là ngôi sao cố định Behenian, gắn liền với beryl và cây bách. Heinrich Cornelius Agrippa đã vẽ biểu tượng chiêm tinh học của ngôi sao có hình .

## Ý nghĩa văn hóa
Những nền văn minh cổ đại đều liên tưởng sao Thiên Lang với một hình ảnh đặc trưng nhất định, thường là hình ảnh của một con chó. Sao Thiên Lang thường được gọi là "sao con chó" (Dog Star) vì nó là ngôi sao sáng nhất trong chòm sao Đại Khuyển (nghĩa là "chó lớn"). Bản thân chòm sao Đại Khuyển còn được gọi là con chó săn của thợ săn Orion. Người Hy Lạp cổ đại còn cho rằng sao Thiên Lang gây ra sự oi nóng trong mùa hè, nên gọi những ngày nóng nhất trong mùa hè là "ngày chó" (dog day). Người La Mã cổ đại cũng gọi những ngày này là dies caniculares (tiếng Latinh của dog day) và gọi sao Thiên Lang là Canicula (nghĩa là "con chó nhỏ"). Ngược lại, trong những ngày nóng bức mà những con chó có dấu hiệu thở hổn hển thì có thể là nó đang bị nhiễm bệnh. Trong trường hợp nghiêm trọng, con chó có thể bị bệnh dại và có thể cắn chết người. Trong bản trường ca Illiad, nhà thơ Hormer khi kể về cuộc chiến thành Troy có viết một đoạn như sau (tiếng Anh): 
Sirius rises late in the dark, liquid sky

On summer nights, star of stars,

Orion's Dog they call it, brightest

Of all, but an evil portent, bringing heat

And fevers to suffering humanity.

Dịch ra tiếng Việt:

Trên dòng sông bầu trời tối đen, sao Thiên Lang mọc lên rất muộn

Trong những đêm hè, nó là ngôi sao của những ngôi sao

Họ gọi nó là con chó của Orion, nó là ngôi sao sáng nhất trong tất cả

Nhưng nó là một điềm xấu, mang đến cái nóng

Và những căn bệnh cho nhân loại khổ đau.

Trong thần thoại Iran và Ba Tư, sao Thiên lang là hiện thân của Tishtrya. Tishtrya là vị thần tạo mưa và khả năng sinh sản và là đối thủ của Apaosha, con quỷ hạn hán. Trong cuộc chiến đấu này, Tishtrya được miêu tả là một con ngựa trắng.
Thiên văn học Trung quốc cổ đại thì gọi ngôi sao là Sói trời (天狼-Thiên lang) nằm trong chòm sao Tỉnh. Giống như Việt Nam, thì các quốc gia có ảnh hưởng văn hóa Trung Quốc cũng gọi ngôi sao theo nghĩa này. Những tên gọi Tenrō (天狼) trong tiếng Nhật hay Cheonrang (천랑) trong tiếng Hàn Quốc đều có nghĩa tiếng Hán là Thiên Lang. Trong khi đó thì nhiều quốc gia cổ ở khu vực Bắc Mỹ cũng liên tưởng sao Thiên Lang với loài chó. Người Seri và người Tohono Oʼodham thấy ngôi sao giống như một con chó đang đuổi theo một đàn cừu. Còn người Blackfoot Confederacy thì gọi ngôi sao là sao Mặt chó (Dog-face). Người Cherokee thì coi sao Thiên Lang và sao Antares là hai con chó canh 'con đường của những linh hồn'. Người Pawnee thì có nhiều cách gọi sao Thiên Lang, có khi họ gọi nó là Sao con sói (Wolff Star), có khi lại gọi là Sao con sói đồng cổ (Coyote Star). Người Inuit ở phía Bắc thì gọi ngôi sao là 'sao con chó của Mặt trăng' (Moon Dog).
Có nhiều nền văn hóa thì liên tưởng sao Thiên lang với hình ảnh chiếc cung tên. Người Trung Quốc cổ đại hình dung có một mũi tên cực lớn ở bầu trời phía Nam kéo dài từ chòm sao Puppis đến chòm sao Canis Major, riêng phần mũi tên chính là sao Thiên lang. Ở ngôi đền Dendera cũng có khắc họa một hình ảnh tương tự, nữ thần Satis đang rút mũi tên của mình ở Hathor (sao Thiên Lang). Trong văn hóa Ba Tư sau này, ngôi sao cũng được liên tưởng tới hình mũi tên, gọi là 'Tir'.
Sao Thiên Lang cũng được nhắc đến trong kinh Qoran, được gọi là الشِّعْرَى (phiên âm: aš-ši'rā or ash-shira có nghĩa là 'Người lãnh đạo'). Nó được nhắc đến trong câu thơ: "وأنَّهُ هُوَ رَبُّ الشِّعْرَى", dịch tiếng Anh là 'That He is the Lord of Sirius (the Mighty Star)' - (Bởi Người là Chúa tể Sirius (ngôi sao hùng mạnh)). Ibn Kathir gọi ngôi sao là Mirzam Al-Jawza, từng được nhiều người Hồi giáo thờ phụng. Cái tên Aschere, được Johann Bayer sử dụng bắt nguồn từ cái tên này. 

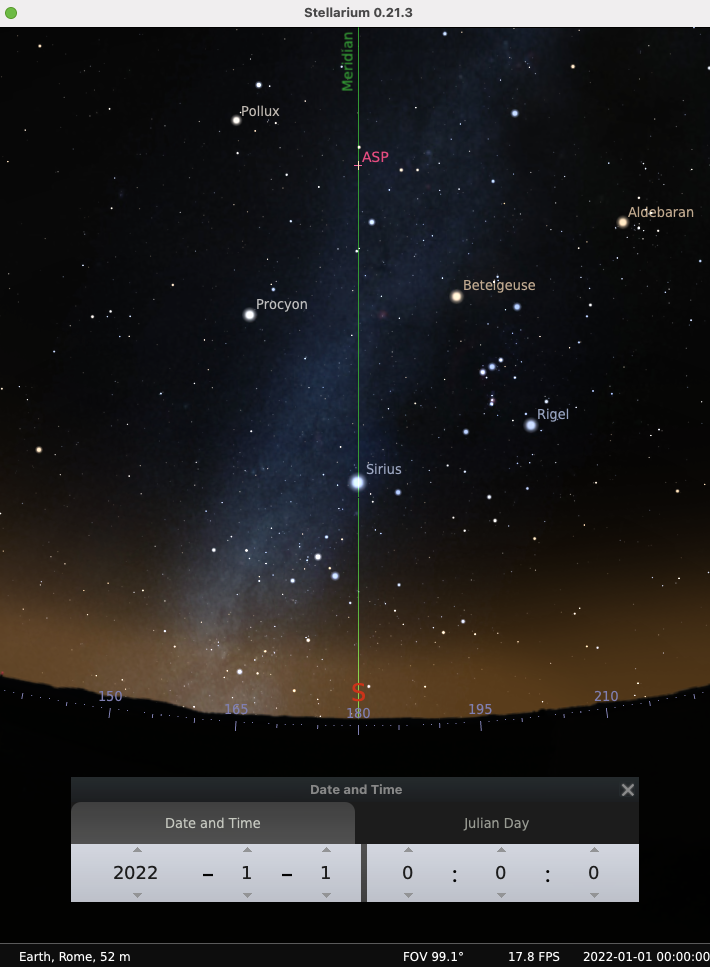
Trạng thái đỉnh điểm thiên văn học của sao Thiên Lang trong ngày năm mới 2022

Ở Bán cầu bắc, những đêm mà sao Thiên Lang đạt trạng thái đỉnh điểm trùng hợp với những đêm chuyển sang Năm mới  trong thập niên 2000 của những quốc gia sử dụng lịch Gregorian. Năm 1582, thời điểm lịch Gregorian bắt đầu được sử dụng thì thời điểm đạt trạng thái đỉnh điểm thiên văn học của sao Thiên lang sớm hơn thời điểm nửa đêm giao thừa khoảng 17 phút. Sau nhiều năm, do ngôi sao có chuyển động riêng, kết hợp với hiện tượng tuế sai nên thời điểm sao Thiên lang đạt trạng thái đỉnh điểm thiên văn học cũng thay đổi một cách từ từ. Theo cuốn sách Star Names của Richard Hinckley Allen cho biết, ở ngôi đền Telesterion khi xưa từng tổ chức những lễ hội chào đón sao Thiên lang đạt trạng thái đỉnh điểm thiên văn học.

### Hiểu biết của người Dogon về sao Thiên lang
Người Dogon là một dân tộc thiểu số ở Mali. Theo Marcel Griaule thì người Dogon đã biết được nhiều thông tin về sao Thiên lang, như việc nó là một hệ sao có chu kỳ quay xung quanh nhau là 50 năm. Điều ngạc nhiên là người Dogon có những hiểu biết này này trước cả những nhà thiên văn phương Tây. Trong khi các nhà khoa học thì tin rằng nếu không có kính thiên văn hiện đại thì sẽ không thể nào biết được những thông tin đó.
Vì thế đã có nhiều người nghi ngờ thông tin nói trên của Marcel Griaule. Năm 1991, nhà nhân chủng học Walter van Beek kết luận rằng: "Cho dù người Dogon có nói về ngôi sao Sigu tolo (mà Griaule khẳng định đó là ngôi sao Thiên Lang theo cách gọi của người Dogon), nhưng họ (người Dogon) hoàn toàn không thống nhất với nhau đó là ngôi sao nào. Vài người (Dogon) cho rằng nó là ngôi sao vô hình mọc lên để thông báo có 'Sigu' (festival), có người cho rằng nó là Sao Kim, người khác lại nói nó là Sigu Tolo'. Song tất cả đều đồng ý là họ biết thông tin ngôi sao từ Griaule.' Theo giải thích của  Noah Brosch thì có thể người Dogon biết những thông tin về sao Thiên lang thông qua sự trao đổi văn hóa hồi năm 1893, thời điểm này có những đoàn thám hiểm người Pháp đến khu vực này để quan sát nhật thực toàn phần.

### Sao Thiên lang trong tôn giáo của người Serer

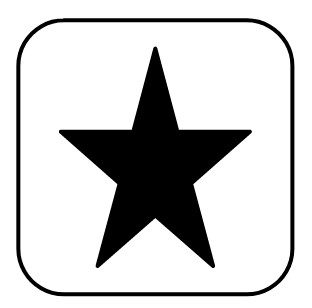
Yoonir, Biểu tượng vũ trụ trong tôn giáo của người Serer

Trong tôn giáo của người Serer sống ở Senegal, Gambia và Mauritania thì sao Thiên Lang được gọi là Yoonir. Nói là một trong những ngôi sao quan trọng và linh thiêng nhất trong tín ngưỡng của người Serer. Những pháp sư Serer thường vẽ những biểu đồ Yoonir để dự báo lượng mưa và xác định thời điểm gieo hạt. Trong tính ngưỡng của người Serer thì Yoonir là biểu tượng của cả vũ trụ.

### Ý nghĩa hiện đại
Sao Thiên Lang xuất hiện trên logo của đại học Macquarie và được đặt tên cho tờ tạp chí của những cựu sinh viên trường này. Trong thế kỷ 18, có 7 chiếc thuyền của Hải quân hoàng gia Anh được đặt tên là HMS Sirius, trong đó chiếc thuyền đầu tiên tham gia vào đoàn vận chuyển First Fleet đến Úc hồi năm 1788. Sau này thì Hải quân Úc cũng đặt tên cho một con tàu của họ là HMAS Sirius để tôn vinh con tàu HMS Sirius đầu tiên. Ở Mỹ cũng thường đặt tên Sirius cho những con tàu, ví dụ như USNS Sirius (T-AFS-8) và cho những chiếc máy bay như Lockheed Sirius.
Sao Thiên Lang là một trong 27 ngôi sao trên lá cờ Brazil, nó tượng trưng cho bang Mato Grosso.